# Antonello da Messina
Antonello da Messina (Messina, fra 1425 e 1435 – Messina, febbraio 1479) è stato un pittore italiano.
Fu il principale pittore siciliano del Quattrocento, primo nel difficile equilibrio di fondere la luce, l'atmosfera e l'attenzione al dettaglio della pittura fiamminga con la monumentalità e la spazialità razionale della scuola italiana. I suoi ritratti sono celebri per vitalità e profondità psicologica.
Durante la sua carriera dimostrò una costante capacità dinamica di recepire i molteplici stimoli artistici delle città che visitava, offrendo ogni volta importanti contributi autonomi, che spesso andavano ad arricchire le scuole locali. Soprattutto a Venezia rivoluzionò la pittura locale, facendo ammirare i suoi traguardi - ripresi poi dai grandi maestri lagunari - apripista dunque per quella "pittura tonale" dolce e umana che caratterizzò il Rinascimento veneto.

## Biografia

### Gli anni giovanili

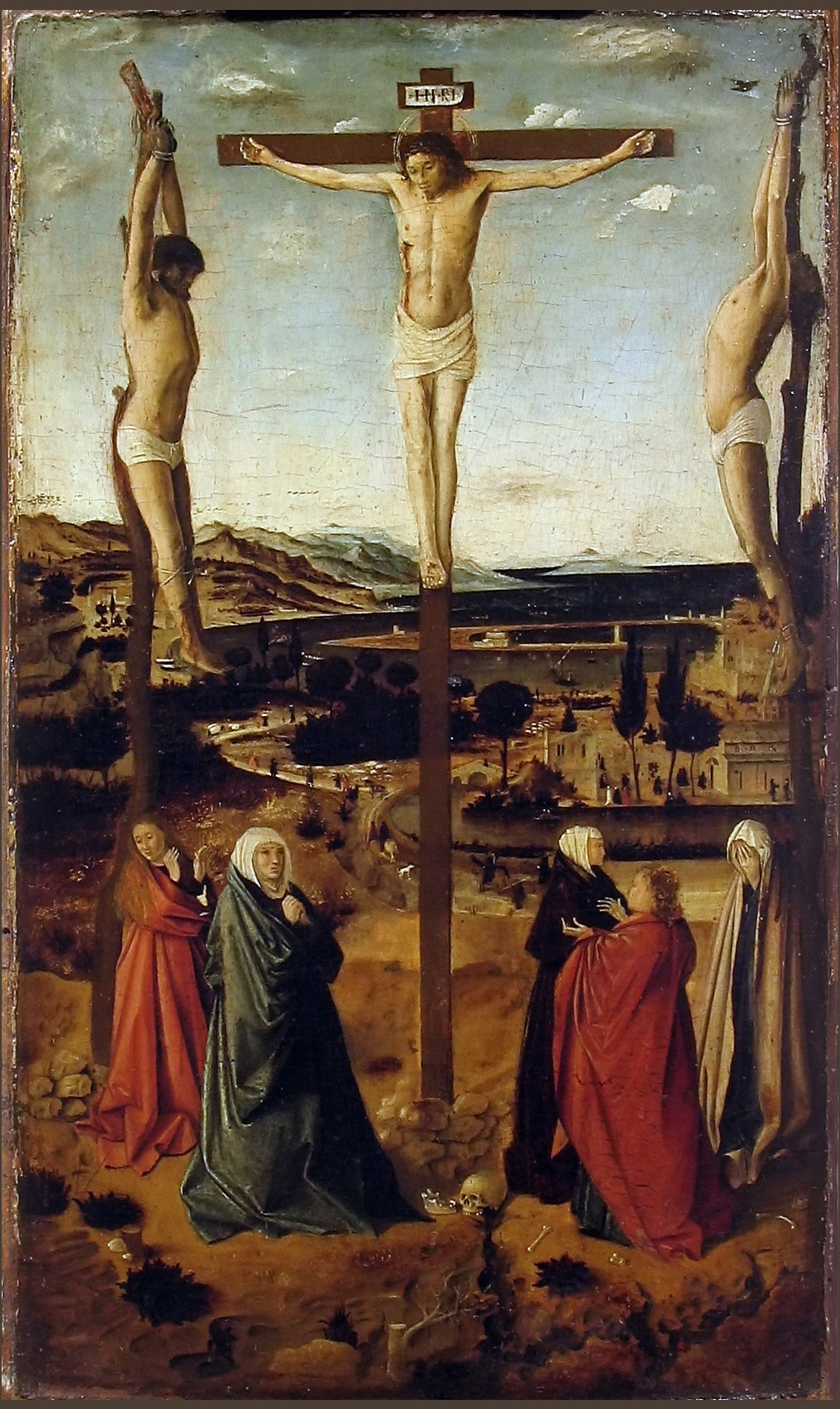
Crocifissione di Sibiu
Museo nazionale Brukenthal

Nacque fra il 1425 e il 1430 a Messina, da Giovanni de Antonio e da Garita (verosimilmente Margherita).
Riguardo alla sua data di nascita, nel corso di diversi studi sono emerse delle novità: grazie ai dettagli contenuti in due tavole dell'artista messinese, è stato possibile infatti porre la sua data di nascita attorno al 1435. Grazie dell'Ecce Homo del Collegio Alberoni di Piacenza, lo studioso Dario De Pasquale è riuscito a datare al 1472 (il numero finale, che si credeva illeggibile, è simile a un "7" come segno grafico, ma nella scrittura mercantile del XIV-XV secolo corrisponde a un "2"). Per la stessa ragione di natura paleografica, la segnatura del "4" in Sicilia veniva utilizzata e letta come un "9" nell'Italia centro-settentrionale di allora, e potrebbe essere stata interpretata da Giorgio Vasari proprio come un "9" nella lettura della probabile nota speditagli da un siciliano suo contemporaneo con i dati su Antonello da riportare nelle Vite. Cosicché la dicitura "44" può essere stata letta dal Vasari come "49" e, in mancanza di una fonte certa, aver pregiudicato l'attribuzione della vera data di nascita del messinese, che rusulta quindi essere il 1435.
L'altra opera è il Polittico di San Gregorio, custodito presso il Museo Regionale di Messina: nel dettaglio della collana (un komboskini, in realtà) ai piedi della Madonna, si contano 38 pietre. Questa sarebbe l'età del pittore, sempre secondo De Pasquale. Il perché sta nella personalizzazione di questo oggetto di preghiera, che il devoto Antonello avrà con ogni probabilità utilizzato nel corso della sua vita (come altri personaggi dei suoi tempi). Il Polittico è datato 1473. Tolti i 38 anni rilevabili dal komboskini, ritorniamo al 1435 come ipotesi della data di nascita del nostro pittore.
Il suo primo apprendistato si svolse probabilmente tra Messina e Palermo anche se recenti studi dimostrano la presenza quasi certa del pittore ad Alcamo. Infatti, dal riordino di alcuni documenti notarili del Quattrocento, pare che Antonello da Messina, all'età di 15 anni, abbia accettato un contratto di garzonato con il maestro conciatore di pelli Guglielmo Adragna d'Alcamo. Il contratto stipulato presso il notaio Ruggero Galanduccio porta la data del 2 settembre 1438: il giovane "Antonellus de Missana" si impegna a lavorare per tre anni e ad apprendere l'arte del pellizzaro.
È nota la presenza nel trapanese di diversi pittori messinesi che operavano in quel periodo, come Giovanni da Messina che nel 1411 dipinse a Trapani un'icona per il notaio Giovanni de Jordano, ed altre opere furono realizzate da un certo Pietro da Messina. Inoltre, sempre attraverso un documento notarile datato 6 maggio 1439, in un testamento del notaio Salvatore di Noto si parla dell'esecuzione di un dipinto in una Chiesa di Mazara da parte di un Antonello da Messina non più in qualità di pellizzaro ma di pittore. Secondo le indicazioni contenute nel testamento il dipinto dovrebbe essere quello della Madonna delle Campane.
Fu un pittore molto legato ai dipinti fiamminghi, soprattutto quelli provenienti da Bruges e Bruxelles, da dove prese la tecnica della pittura ad olio e l'attenzione per i dettagli.
Il nonno paterno di Antonello, Michele de Antonio, era possessore di un brigantino di nome Sant’Andrea (1406), con il quale trasportava il legname calabrese a Siracusa. La Calabria, con il suo patrimonio naturalistico e produttivo, era una grande risorsa per Messina, i suoi mercanti e anche per la famiglia de Antonio [sugli interessi economici messinesi in terra calabra vd. De Pasquale, pp. 147 e segg.].
Intorno al 1450 circa fu a Napoli, dove secondo la testimonianza di Pietro Summonte in una lettera a Marcantonio Michiel, era apprendista nella bottega del pittore Colantonio. Qui venne in contatto con la pittura fiamminga, spagnola e provenzale, presente sia nelle collezioni reali sia nell'esempio tangibile di artisti stranieri operanti nella corte angioina prima e, dal 1442, in quella aragonese poi. All'Antonello di questo periodo vengono attribuite dieci tavolette con Beati francescani realizzate per la pala dipinta da Colantonio per la chiesa di San Lorenzo Maggiore.
La cosiddetta Crocifissione di Sibiu, del 1460 circa e conservata al Muzeul Național Brukenthal, inaugurò forse uno dei temi base della sua produzione, quella del martirio di Cristo. Quest'opera riprese iconograficamente i Calvari fiamminghi, in particolare nella parte bassa della tavola; mentre nella parte superiore, in cui la disposizione ortogonale di Cristo e dei ladroni determina una tangibile scatola spaziale, dimostra un'attenta conoscenza delle volumetria spaziale italiana. Roberto Longhi riteneva che la parte superiore della tavola di Bucarest fosse stata aggiunta qualche anno dopo, poiché le due matrici culturali tipiche del messinese, fiamminga e italiana, sono qui solamente accostate e non fuse. È invece del 1475 la Crocifissione di Anversa, conservata al Museo reale di belle arti di Anversa.

### Prime commissioni

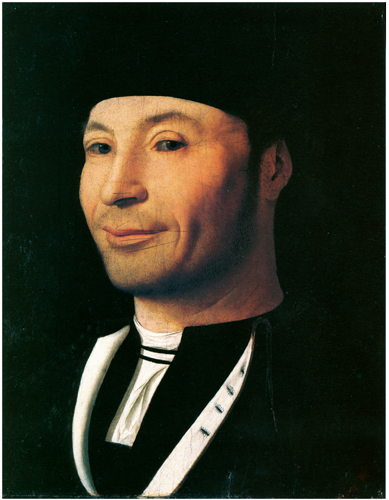
Ritratto d'ignoto
Museo Mandralisca, Cefalù

Al 1457 risalì la prima commissione come maestro autonomo: un gonfalone per la confraternita di San Michele dei Gerbini a Reggio Calabria, imitante quello eseguito per la confraternita messinese di San Michele a Messina. Entrambe le opere sono perdute. A questa data sappiamo che l'artista era già sposato con Giovanna Cuminella (vedova con figlia, Caterinella) e probabilmente già padre di Jacobello.
Nel 1460 il padre noleggiò un brigantino per andare a riprendere Antonello e la sua famiglia, i servi e le masserizie ad Amantea, una località calabrese. Forse l'artista tornava o da un periodo di lavoro in Calabria, o da un viaggio più lungo. Al 1460 circa gli viene attribuita l'esecuzione della cosiddetta Madonna Salting, in cui l'iconografia e lo stile fiammingo sono uniti a una maggiore attenzione alla costruzione volumetrica delle figure, derivata da Piero della Francesca mediato forse dall'opera di Enguerrand Quarton. Dopo il 1460 si collocano le due tavolette di Reggio Calabria con la Visita dei tre angeli ad Abramo e San Girolamo penitente nel deserto, esposte alla Pinacoteca civica.
Nel 1461 nella sua bottega entrò come apprendista il fratello minore Giordano, stipulando con lui un contratto triennale. Nello stesso anno Antonello dipinse per il nobile messinese Giovanni Mirulla una perduta Madonna col Bambino.
Tra il 1465 e il 1470 circa realizzò il Ritratto d'ignoto marinaio del Museo Mandralisca di Cefalù. Nei ritratti Antonello, a differenza degli italiani che utilizzavano la posa medaglistica di profilo, adottò la posizione di tre quarti, tipicamente fiamminga, che permetteva una più minuta analisi fisica e psicologica. Rispetto ai fiamminghi guardò meno al dettaglio e più alla caratterizzazione psicologica e umana degli effigiati. Lo schema compositivo di questo ritratto venne confermato nei ritratti successivi: il personaggio è inserito in uno sfondo scuro con il busto tagliato sotto le spalle, testa girata verso destra mentre gli occhi guardano direttamente lo spettatore, cercando un contatto mentale con lui; la luce illumina il lato destro del volto mentre il lato sinistro è in ombra. Nei ritratti successivi dispose sempre uno zoccolo di marmo in basso (un parapetto) con un cartiglio dipinto che riporta firma e data, tipico elemento fiammingo.
Innegabili sono i rimandi di Antonello ad artisti quali Petrus Christus, Hans Memling e Jean Fouquet. Riguardo al primo alcuni hanno trovato tracce di una possibile conoscenza diretta tra i due, rilevando i loro presumibili nomi tra gli stipendiati di una medesima battaglia. In particolare Antonello fu uno dei primi artisti italiani ad usare la tecnica a olio, che permetteva di stendere il colore in successive velature trasparenti, ottenendo effetti di precisione, morbidezza e luminosità impossibili con la tempera.
Del 1472 è l'Ecce Homo del Collegio Alberoni di Piacenza firmato e datato: 1472 Antonellus Messaneus me pinxit, appartenente alla serie di dipinti che porta lo stesso nome.

### Venezia

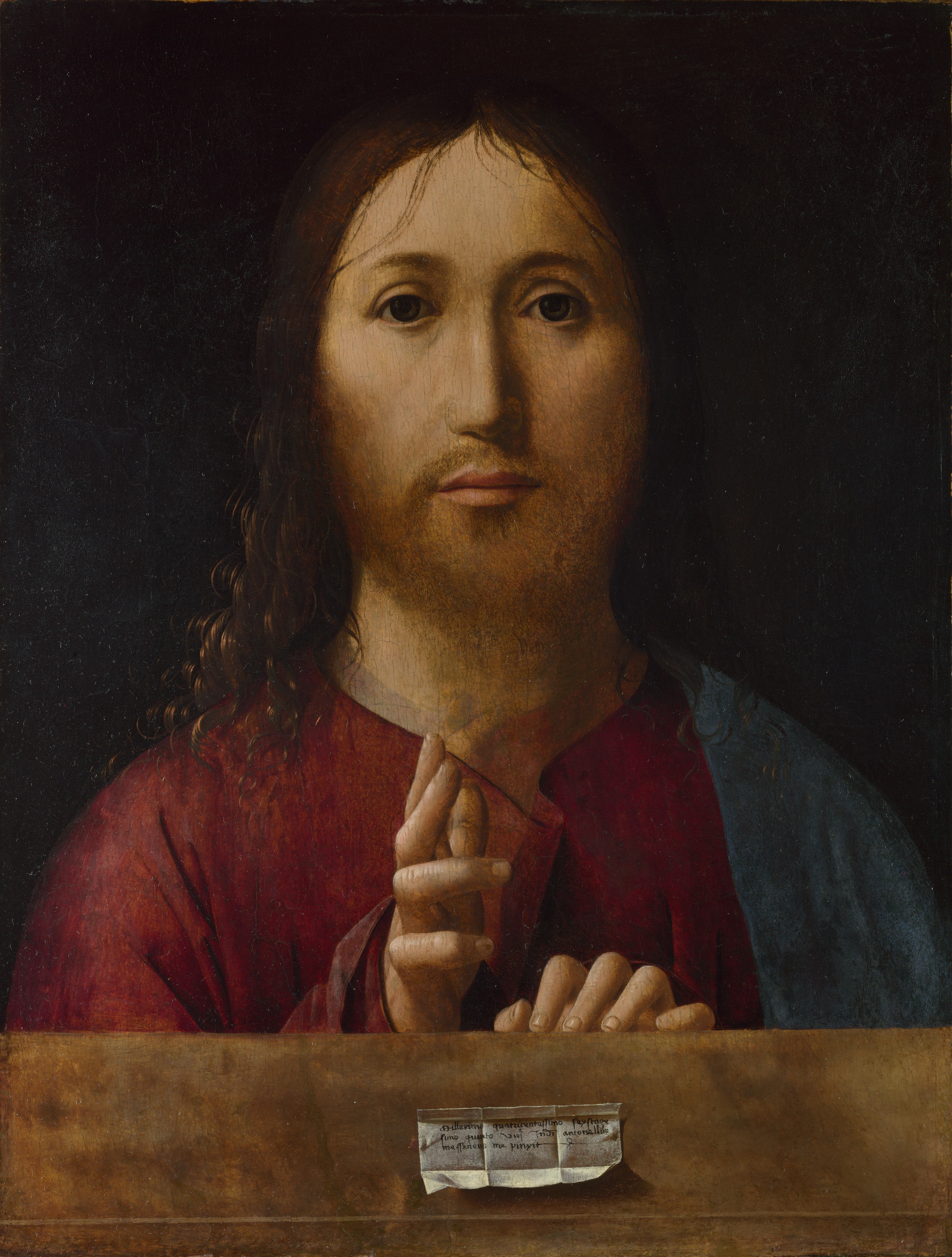
Salvator mundi
National Gallery (Londra)

Negli anni successivi Antonello risalì l'Italia, toccando Roma, la Toscana e le Marche, venendo sicuramente a contatto con le opere di Piero della Francesca, dalle quali mutuò la salda monumentalità e la capacità di organizzare lo spazio secondo le regole geometriche della prospettiva lineare.
Nel 1474 circa Antonello si recò a Venezia, dove venne in contatto con la pittura di Giovanni Bellini.
Il Salvàtor mundi è la sua prima opera firmata e datata: Mille simo quatricentessimo sexstage/simo quinto viije Indi Antonellus / Messaneus me pinxit. In quest'opera l'iconografia è ripresa dai fiamminghi e in special modo da Petrus Christus. Nella prima stesura la veste del Cristo era più accollata e la mano benedicente parallela alla superficie, e successivamente Antonello rielaborò la composizione, abbassando la piega dello scollo e spostando in avanti la mano benedicente in modo da accentuare le valenze spaziali della composizione.
Tornato in Sicilia realizzò il Polittico di San Gregorio (documentato nel 1473).

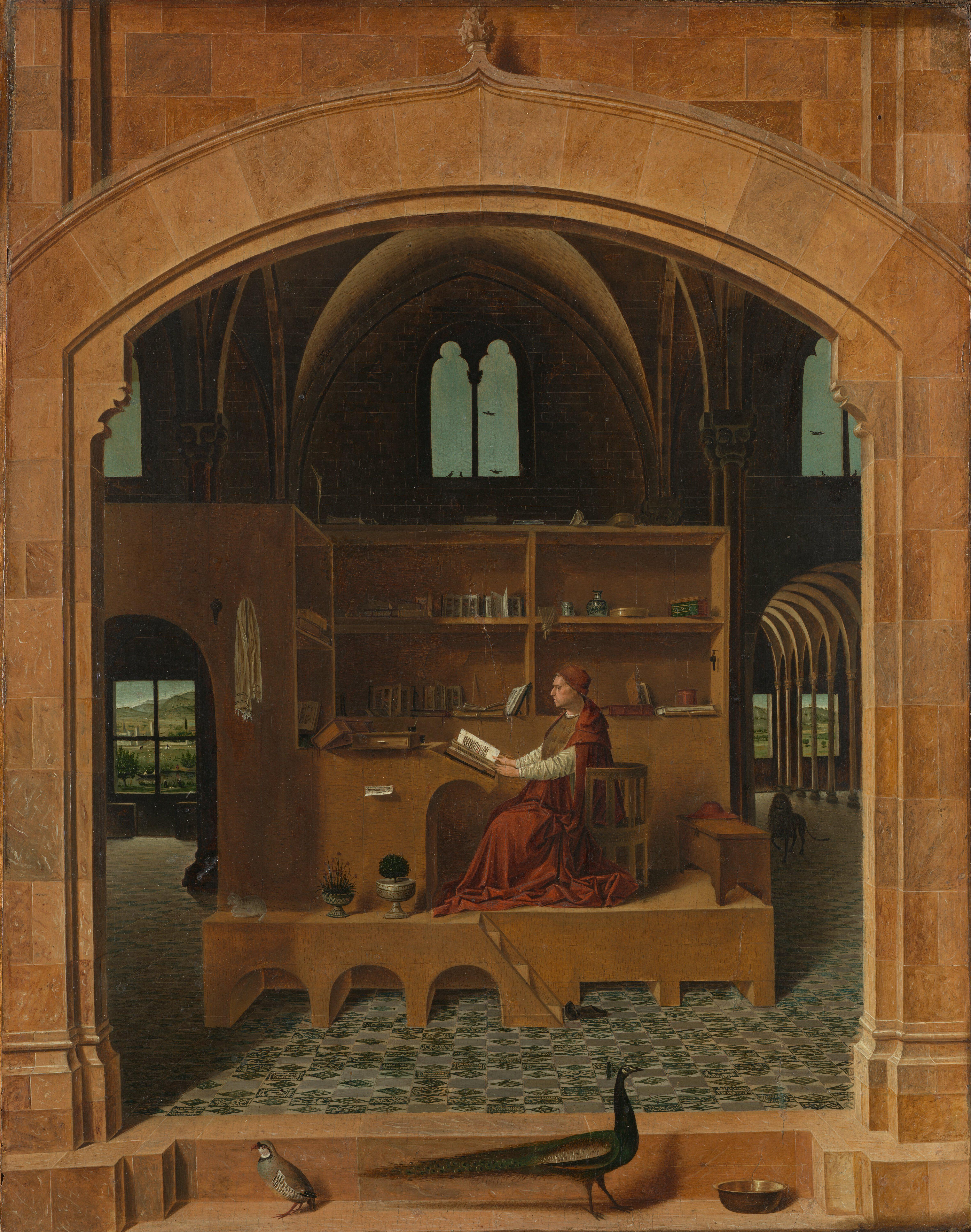
San Girolamo nello studio
National Gallery (Londra)

Del 1474 è l'Annunciazione del Museo di palazzo Bellomo di Siracusa, dove lo spazio è unificato dalla prospettiva (con la presenza del punto principale alla sinistra dell'angelo) e dalla costruzione modulare dell'inquadratura, basata sull'interasse delle colonne e sul sottile digradare della luce verso il fondo della prima stanza.

Del 1475 (secondo G.Villa anche del 1474) è il celebre San Girolamo nello studio, conservato alla National Gallery di Londra. La scena, inquadrata in un portale, è costruita in modo che i raggi luminosi coincidano con quelli prospettici, avendo come centro il busto e le mani del santo, che viene colto al lavoro nel suo studio, ingombro di libri e di oggetti, meticolosamente rappresentati. Oltre ai libri e ai simboli (come il pavone in primo piano) vi è anche un'indagine nella costruzione dello spazio, illuminato da diverse fonti di luce secondo l'esempio fiammingo. Nella penombra si vede il leone che si avvicina a dei porticati. Antonello eccelse anche nella realizzazione del pavimento, che ricorda molto quello della Madonna del cancelliere Rolin di Jan van Eyck.

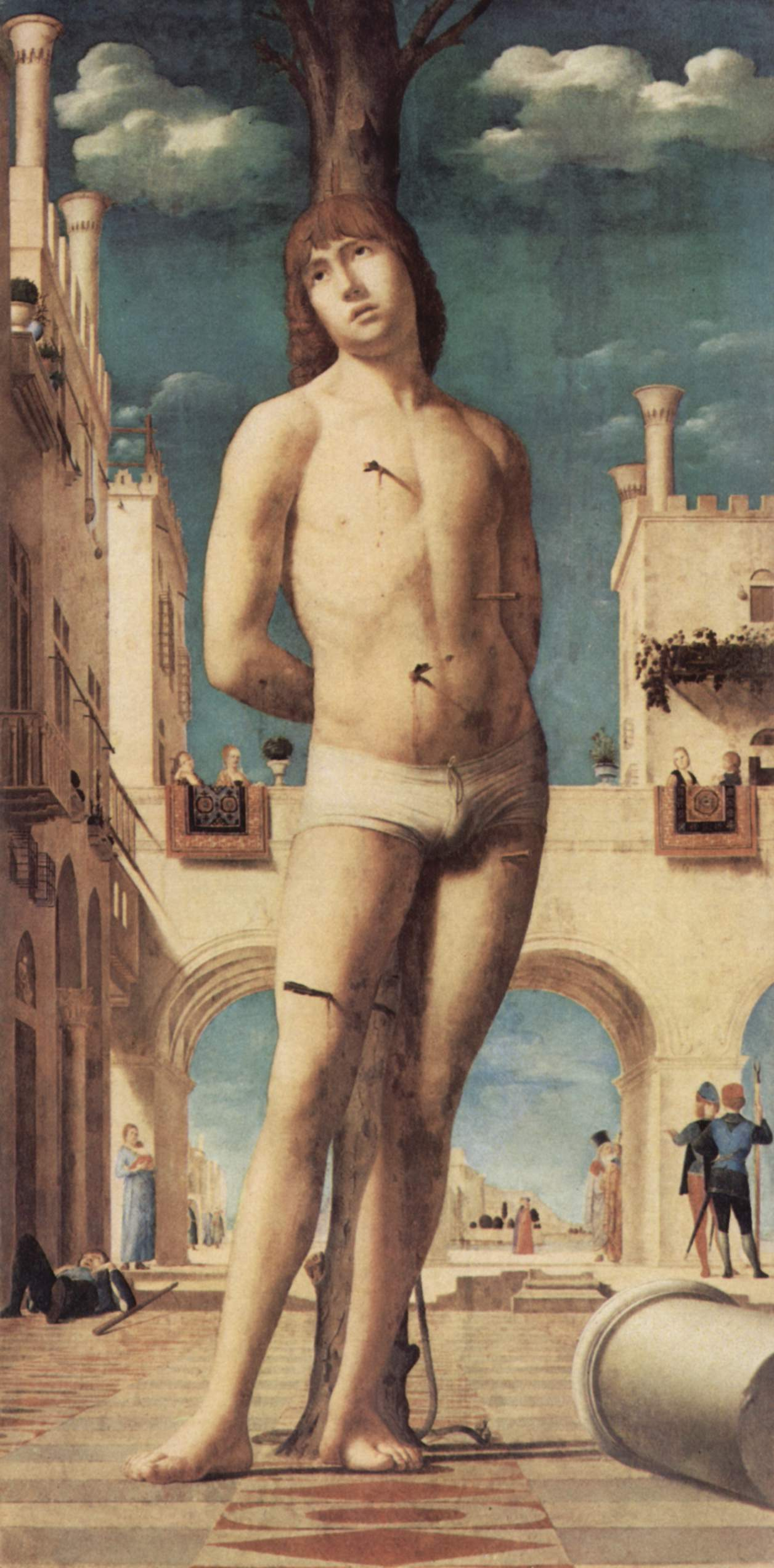
San Sebastiano
Gemäldegalerie Alte Meister, Dresda

Dello stesso anno sono: La Crocifissione della National Gallery di Londra, firmata e datata 1475 / Antonellus Messaneus / me pinxit, in cui la pacata composizione è costruita in sezione aurea dove a fare da linea marcatrice sono le acque del lago, che isolano maggiormente la figura del Cristo dal cerchio formato dalla Vergine e da san Giovanni. Dello stesso periodo il Ritratto d'uomo della National Gallery di Londra, la Pietà del Museo Correr, il Ritratto d'uomo, detto il Condottiero del Louvre, firmato e datato: 1475 / Antonellus Messaneus me pinxit e il Ritratto d'uomo della Galleria Borghese.
Tra il 1475 e il 1476 eseguì la Pala di San Cassiano, ora mutilata e conservata a Vienna. Di questa opera rimangono la Vergine sul trono rialzato e quattro santi a mezzo busto. Il pittore si rifece allo schema compositivo della Sacra Conversazione di Giovanni Bellini per la chiesa dei Santi Giovanni e Paolo, ora perduta, ma con un impianto più distanziato e solenne, che dava maggior respiro alla composizione. Sono però soprattutto gli effetti atmosferici creati dalla luce a unificare l'opera e rendere più naturali le figure proposte.
Del 1478, o del '75-76 fu il San Sebastiano di Dresda, parte centrale di un trittico smembrato (Trittico di San Giuliano); in esso l'asse del dipinto è dato dalla figura monumentale del santo, accentuata dal punto di vista ribassato, ruotata leggermente a destra. L'influenza di Piero della Francesca è evidente nella disposizione matematica degli elementi e nel pavimento scorciato in prospettiva che conduce lo sguardo verso il piazzale in fondo; al contempo Antonello rifiutò la scomposizione geometrica del corpo del santo, addolcendo i contorni; inserì inoltre la scena in un paesaggio contemporaneo, popolato di figure minuscole.

### Il ritorno in Sicilia

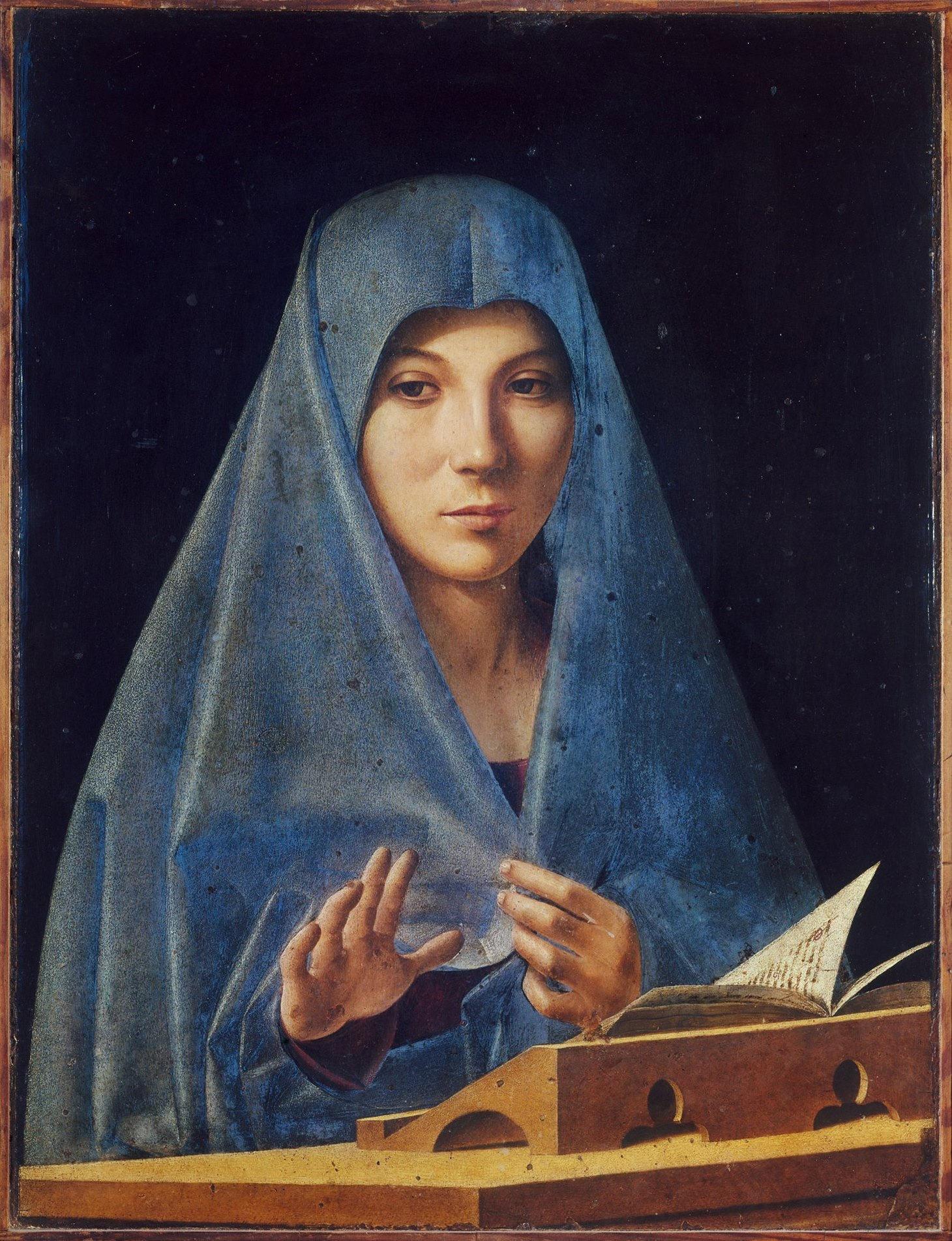
Annunciata di Palermo
Palermo 1475, Palazzo Abatellis.

Dopo il suo ritorno in Sicilia, realizzò nel 1475 l'Annunciata di Palermo: Maria, "distratta" dalla lettura, è colta nell'attimo in cui l'interlocutore (L'Angelo? Noi?) le è davanti, e la sua mano destra sembra volerlo infrenare; dalla sagoma dalla geometria essenziale del manto emerge il perfetto ovale del volto della Vergine; un asse - forse casuale- della composizione è dato dalla piega del manto sulla fronte giù fino all'angolo del leggio; al contrario, il lieve girare della figura, e il gesto della mano, danno naturalezza alla composizione. L'opera rappresenta uno dei traguardi fondamentali della pittura rinascimentale italiana. L'assolutezza formale, lo sguardo magnetico e la mano sospesa in una dimensione astratta (cui però ha contribuito un cattivo restauro nell'Ottocento togliendo parte delle ombre che la modellavano) ne fanno un capolavoro assoluto.
Dello stesso anno è il Ritratto d'uomo, detto Ritratto Trivulzio, del Museo Civico d'Arte Antica di Torino, firmato e datato, in cui l'incarnato si accorda perfettamente al colore rosso della veste. Questo ritratto impressionò anche Galeazzo Maria Sforza il quale invitò più volte Antonello nella capitale lombarda, ma senza successo.
Tra il 1476 e il 1478 dipinse la Pietà del Museo del Prado, inserita in un paesaggio con teschi e tronchi secchi che simboleggiano la morte, mentre in secondo piano la città e il verde della natura simboleggiano la Resurrezione. L'iconografia in cui il Cristo morto è sorretto dall'angelo è di origine nordica, ma era già presente nelle opere di Carlo Crivelli; il corpo del Cristo è reso naturalisticamente, sia nel costato sanguinante che nel volto sofferente a cui fa da contrappunto la bellezza idealizzata del volto dell'angelo. Il volto del Cristo è stato probabilmente ripreso dalla piccola tavoletta del Cristo alla colonna (1476 circa) di Antonello, che oggi è visibile al Museo del Louvre.

### La morte
Antonello morì a Messina nel 1479. Nel suo testamento, il 14 febbraio, lasciò la richiesta di essere sepolto in un saio monacale. Divise la sua eredità in modo equo tra moglie e figli. Il 25 febbraio 1479 è dichiarato già morto.
A Napoli e in Sicilia ci fu un seguito dell'artista: il figlio Jacobello, pure pittore, e gli artisti locali come Marco Costanzo, però si limitarono a riprodurre i suoi schemi iconografici senza capirne le complesse problematiche.Diversamente successe a Venezia dove la sua sintesi di forma e di "legante" luminoso fu compresa e sviluppata da artisti quali Giovanni Bellini, Vittore Carpaccio, Cima da Conegliano e Alvise Vivarini.

## Opere
| Opera | Nome | Data                  | Tecnica                                   | Dimensioni          | Collocazione                                                   |
| ----- | --- | --------------------- | ----------------------------------------- | ------------------- | -------------------------------------------------------------- |
|       | Virgo advocata                                                                                           | 1452 circa            | tempera e olio su tavola                  | 57x39cm             | Como, Pinacoteca Civica                                        |
|       | Crocifissione di Sibiu                                                                                   | 1450-1460             | tempera e olio su tavola                  | 39x22,5 cm          | Bucarest, Museo nazionale d'arte della Romania                 |
|       | Vergine leggente                                                                                         | 1460-1462             | tempera e olio su tavola                  | 38,7×26 cm          | Milano, Museo Poldi Pezzoli                                    |
|       | Madonna Salting                                                                                          | 1460 circa            | tempera e olio su tavola                  | 43,2×34 cm          | Londra, National Gallery                                       |
|       | San Girolamo penitente nel deserto                                                                       | 1460-1465             | tempera e olio su tavola                  | 39,9×30 cm          | Reggio Calabria, Pinacoteca Civica                             |
|       | Visita dei tre angeli ad Abramo                                                                          | 1460-1465             | tempera e olio su tavola                  | 21,4×29,3 cm        | Reggio Calabria, Pinacoteca Civica                             |
|       | Vergine leggente                                                                                         | 1461 circa            | olio su tavola                            | 43x34,5 cm          | Baltimora, Walters Art Museum                                  |
|       | Madonna col Bambino benedicente e un francescano in adorazione (recto) - Testa di Cristo in pietà(verso) | 1465-1470 circa       | tempera su tavola                         | 16×11,9 cm          | Messina, Museo regionale di Messina                            |
|       | Ecce Homo (recto) - San Girolamo penitente (verso)                                                       | 1465 circa            | tempera e olio su tavola                  | 19,5×14 cm          | New York, Collezione privata                                   |
|       | Ritratto d'uomo, noto anche come Ritratto d'ignoto marinaio                                              | 1465-1470 circa       | tempera e olio su tavola di noce          | 30,5×26,3 cm        | Cefalù, Museo Mandralisca                                      |
|       | Ritratto d'uomo                                                                                          | 1465-1470 circa       | tempera su tavola di noce                 | 27×20 cm            | Pavia, Pinacoteca Malaspina                                    |
|       | Ecce Homo                                                                                                | 1470 circa            | tempera e olio su tavola                  | 42,5×30 cm          | New York, Metropolitan Museum of Art                           |
|       | Ritratto di giovane                                                                                      | 1470 circa            | tempera su tavola di noce                 | 27×20 cm            | New York, Metropolitan Museum of Art                           |
|       | Ecce Homo                                                                                                | 1470 circa            | olio su tavola                            | 40×33 cm            | Genova, Galleria nazionale di palazzo Spinola                  |
|       | Ecce Homo                                                                                                | firmato e datato 1473 | olio su tavola                            | 48,5×38 cm          | Piacenza, Galleria del Collegio Alberoni                       |
|       | Vergine Annunziata                                                                                       | 1473 circa            | tempera e olio su tavola di noce          | 42,5×32,8 cm        | Monaco di Baviera, Alte Pinakothek                             |
|       | Polittico di San Gregorio                                                                                | 1473                  | tempera grassa su tavola,                 | 194×203 cm          | Messina, Museo regionale di Messina                            |
|       | Cuspidi di polittico con i Dottori della Chiesa (San Gregorio Magno, San Girolamo, Sant'Agostino)        | 1470 circa            | tempera grassa su tavola                  | 46x35,5 cm ciascuna | Palermo, Galleria regionale di Palazzo Abatellis               |
|       | Polittico dei Dottori della Chiesa                                                                       | 1470-1475             | olio su tavola                            | 115×142 cm          | Firenze, Galleria degli Uffizi                                 |
|       | Annunciazione                                                                                            | 1474                  | tempera e olio su tavola di noce          | 180×180 cm          | Siracusa, Galleria regionale di Palazzo Bellomo                |
|       | Ritratto di giovane                                                                                      | 1474 circa            | tempera e olio su tavola di noce          | 31,5×26,7 cm        | Filadelfia, Philadelphia Museum of Art                         |
|       | Ritratto di giovane                                                                                      | 1474                  | tempera e olio su tavola di noce          | 32x26 cm            | Berlino, Gemäldegalerie                                        |
|       | Pala di San Cassiano (Madonna col Bambino tra i santi Nicola di Bari, Lucia, Orsola e Domenico)          | 1475-1476             | olio su tavola                            | 115×135,6 cm        | Vienna, Kunsthistorisches Museum                               |
|       | Salvator mundi                                                                                           | 1475                  | olio su tavola                            | 38,7×29,8 cm        | Londra, National Gallery                                       |
|       | Ritratto di giovane                                                                                      | 1475-1476 circa       | olio su tavoletta incollata su compensato | 27,5×21 cm          | Madrid, Museo Thyssen-Bornemisza                               |
|       | Ritratto d'uomo (Il condottiero)                                                                         | firmato e datato 1475 | olio su tavola di pioppo                  | 36,4×30 cm          | Parigi, Museo del Louvre                                       |
|       | Ritratto d'uomo (Michele Vianello?)                                                                      | 1475-1476             | olio su tavola                            | 30×24 cm            | Roma, Galleria Borghese                                        |
|       | Ritratto d'uomo (autoritratto?)                                                                          | 1475-1476             | olio su tavola                            | 36×25 cm            | Londra, National Gallery                                       |
|       | San Girolamo nello studio                                                                                | 1475 circa            | olio su tavola                            | 45,7×36,2 cm        | Londra, National Gallery                                       |
|       | Crocifisso tra la Vergine dolente e san Giovanni                                                         | 1475                  | olio su tavola                            | 41,9×25,4 cm        | Londra, National Gallery                                       |
|       | Crocifissione                                                                                            | firmato e datato 1475 | olio su tavola                            | 52,5×42,5 cm        | Anversa, Museo reale di belle arti di Anversa                  |
|       | San Sebastiano                                                                                           | 1475-1476             | olio su tavola trasportato su tela        | 171×85,5 cm         | Dresda, Gemäldegalerie                                         |
|       | Ritratto Trivulzio                                                                                       | 1476 circa            | olio su tavola                            | 37,4×29,5 cm        | Torino, Museo Civico d'Arte Antica di Torino                   |
|       | Annunciata di Palermo                                                                                    | 1475 circa            | olio su tavola                            | 45×34,5 cm          | Palermo, Galleria regionale della Sicilia di Palazzo Abatellis |
|       | Cristo in pietà sorretto da tre angeli                                                                   | 1476 circa            | olio su tavola                            | 145×85 cm           | Venezia, Museo Correr                                          |
|       | Cristo in pietà e un angelo                                                                              | 1476-78 circa         | olio su tavola                            | 74×51 cm            | Madrid, Museo del Prado                                        |
|       | Cristo alla colonna                                                                                      | 1476-78 circa         | olio su tavola                            | 30×21 cm            | Parigi, Museo del Louvre                                       |
|       | Madonna Benson                                                                                           | 1477-1479 circa       | olio su tavola                            | 58,9×43,7 cm        | Washington, National Gallery of Art                            |
|       | Ritratto di giovane                                                                                      | 1477-1479 circa       | tempera e olio su tavola di noce          | 20,5x14,5 cm        | Berlino, Gemäldegalerie                                        |

La datazione delle opere di Antonello è molto discussa e di diverse interpretazioni.

## Omaggi

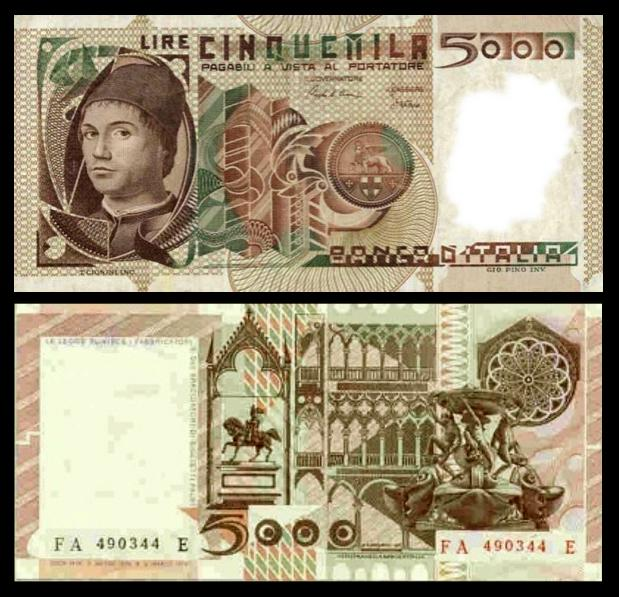
La banconota da 5000 lire con Antonello da Messina, emessa dal 1979 al 1983

- Il ritratto d'uomo di Antonello è rappresentato sulla banconota italiana da 5.000 lire, emessa dal 1979 al 1983.
- Nella sua città natale gli è stato dedicato il palazzo della cultura.
- Nel 2005 è stato inaugurato a Messina un monumento in suo onore, opera del maestro Alfredo Correnti, situato in via Garibaldi di fronte alla Chiesa di Santa Caterina.
- Il Ritratto d'ignoto marinaio ha ispirato lo scrittore Vincenzo Consolo nella stesura del romanzo storico Il sorriso dell'ignoto marinaio.
- A lui è dedicato il traghetto Antonello da Messina, mezzo di trasporto che collega la Sicilia alle sue isole minori.
- Nel film Febbre da cavallo viene citato un cavallo col suo nome favorito per una corsa.